# Монтгомери Скотт
Монтгомери «Скотти» Скотт (англ. Montgomery «Scotty» Scott) — вымышленный шотландский инженер, персонаж научно-фантастического телевизионного сериала «Звёздный путь: Оригинальный сериал», мультипликационного сериала «Звёздный путь: Анимационные серии» и полнометражных фильмов вымышленной вселенной «Звёздный путь».

## Биография
Монтгомери Скотт родился в Шотландии, в 2222 году. В 2241 он вступил в Звёздный флот и начал работать в качестве инженера. В ходе своей 51-летней карьеры он служил в общей сложности на одиннадцати кораблях.
В 2265 Скотт был назначен на USS Enterprise, где он служил вторым офицером и главным инженером, под командованием капитана Джеймса Кирка. В его обязанности также входило техническое обслуживание и эксплуатация транспортаторов.
Как второй офицер корабля (после капитана и первого помощника), Скотт принимал на себя командование, когда Кирк и Спок покидали корабль, или когда они оба были недееспособными. Таким образом, он часто попадал в важные военные и дипломатические ситуации.
Однажды его корабль потерпел крушение рядом со сферой Дайсона. Для сохранения жизни Скотти и его товарищ вошли в транспортаторы и установили их в особый режим, где инженера через 75 лет нашла экспедиция на «Энтерпрайзе-D» под командованием Жана-Люка Пикара. Знания Монтгомери помогли спасти флагман флота Федерации, который попытался исследовать сферу с внутренней стороны.

## Появление персонажа
- «Звёздный путь: Оригинальный сериал»
- «Звёздный путь» (1979)
- «Звёздный путь 2: Гнев Хана»
- «Звёздный путь 3: В поисках Спока»
- «Звёздный путь 4: Путешествие домой»
- «Звёздный путь: Следующее поколение»
- «Звёздный путь 5: Последний рубеж»
- «Звёздный путь 6: Неоткрытая страна»
- «Звёздный путь» (2009)
- «Стартрек: Возмездие»
- «Стартрек: Бесконечность»
- «Звёздный путь: Странные новые миры»